# Kaross
Karossen (från italienskans carrozza via franskans carrosse, av latinets carrus, kärra eller vagn) är höljet på ett fordon av något slag. Kaross är också benämning på en hästdragen stor och täckt åkvagn, sjuglasvagn. Ursprungligen kallades vagnkorgen på en bil karosseri eller karosseriet för att skiljas från vagnarna. Bilar kan ha olika karossformer och dessa utgör en stor del i vilken klass bilen ingår. Samma bilmodell finns oftast med flera olika karossformer.

## Takstolpar för personbilar
Takstolpar namnges i alfabetisk ordning efter placeringen framifrån i fordonets körriktning och vidare bakåt.

### A-stolpe

A-stolpe kallas den del av karossen som fungerar som takstöd där vindrutan är fäst på sidorna, placerad framför framdörrarna.

### B-stolpe
B-stolpe kallas på bilar med fyra dörrar den del av en karossen som fungerar som takstöd och är placerad mellan fram- och bakdörrarna.

### C-stolpe
C-stolpe kallas på en sedan den del av karossen som fungerar som takstöd och är placerad bakom bakdörrarna, där bakrutan är fäst på sidorna.

### D-stolpe
D-stolpe kallas på bilar med fem dörrar den del av en bils kaross som fungerar som takstöd och är placerad mellan lastutrymmet och bagageluckan.

## Några vanliga karossformer för personbilar
- Roadster
- Cabriolet
- Coupé
- Sedan
- Hatchback
- Herrgårdsvagn
- Stadsjeep
- Minibuss